# Sofia Nati
Sofia Nati (griechisch Σοφία Νάτη; * 19. April 1993 in Oberhausen) ist eine griechisch-deutsche Fußballspielerin.

## Karriere

### Vereine
Nati begann bei der SG Osterfeld mit dem Fußballspielen. Später wechselte sie zur DJK Arminia Klosterhardt, bei der sie bis zum Ende des Jahres 2006 spielte. Zum Jahresbeginn 2007 wechselte sie zur SG Essen-Schönebeck, für die sie anfangs noch in der männlichen C-Jugend der SGS eingesetzt wurde. Zum Saisonbeginn 2008/09 kam sie in den Kader der Bundesligamannschaft.
Ihr erstes Bundesligaspiel bestritt sie 15-jährig am 28. September 2008 beim 4:0-Auswärtssieg gegen den Herforder SV, als sie in der 70. Minute eingewechselt wurde. Sie ist damit die zweitjüngste Bundesligaspielerin aller Zeiten. Natis erstes Bundesligator folgte im Spiel gegen den FC Bayern München. Zur Saison 2011/12 wechselte sie zum Bundesligisten SC 07 Bad Neuenahr, den sie nach dessen freiwilligem Rückzug aus der Bundesliga am Ende der Saison 2012/13 wieder verließ.
Im Juli 2013 kehrte Nati zurück ins Ruhrgebiet zum FCR 2001 Duisburg, dem sie sowohl nach dem Übertritt zum MSV Duisburg am 1. Januar 2014 als auch nach dem Bundesligaabstieg 2014/15 treublieb. Am 8. Juni 2014 (22. Spieltag) gelangen ihr beim 7:0-Sieg im Heimspiel gegen den schon feststehenden Absteiger VfL Sindelfingen fünf Tore in einer Bundesligapartie.  Im Dezember 2017 wurde Nati suspendiert und anschließend der Vertrag in beiderseitigem Einvernehmen aufgelöst. Nati unterschrieb am 12. Januar 2018 beim niederländischen Eredivisie Verein PSV/FC Eindhoven.

### Nationalmannschaft
Die Tochter griechischer Eltern durchlief zunächst die Nachwuchsauswahlen den DFB. Am 13. August 2007 gab sie ihr Länderspiel-Debüt in der U-15-Nationalmannschaft, als diese in Holzwickede die Auswahl Dänemarks mit 3:0 besiegte. Zwei Tage später erzielte Nati in Recklinghausen ihre ersten beiden Länderspieltore beim 5:0-Sieg über die Auswahl Irlands. Ihr Debüt in der U-16-Nationalmannschaft absolvierte sie am 30. Oktober 2007 in Wiesloch beim 7:0-Sieg über die Auswahl Frankreichs und erzielte dabei zwei Tore.
Ihre einzige Partie für die U-17-Nationalmannschaft bestritt sie am 4. September 2009 beim 0:0-Unentschieden gegen die Auswahl Islands und kam bereits am 3. März 2010 als 16-Jährige erstmals für die U-19-Nationalmannschaft zum Einsatz, die in La Manga/Spanien der Auswahl der USA mit 0:1 (Eigentor Elsig) unterlag. Vom 30. Mai bis 11. Juni 2011 nahm sie mit der Mannschaft an der U-19-Europameisterschaft in Italien teil und drang bis ins Finale vor, das mit 8:1 gegen die Auswahl Norwegens gewonnen wurde. In ihrer letzten Partie für diese Auswahlmannschaft, dem 4:0-Erfolg am 26. Oktober 2011 gegen Schweden, traf sie zum 1:0-Zwischenstand und erzielte damit ihr erstes Tor in dieser Altersklasse.
2016 wurde Nati für das EM-Qualifikationsspiel am 8. März gegen die Ukraine erstmals in den Kader der griechischen Nationalmannschaft berufen und feierte in dieser Partie ihr A-Länderspieldebüt.

## Erfolge
- U19-Europameister 2011